# Lodret
 "Vertikal" omdirigeres hertil. For andre betydninger af Vertikal, se Vertikal (flertydig).
Lodlinje, lodret eller vertikal position, er den linje, der angives af en lodsnor, som hænger rolig. Lodsnoren er en snor eller tråd, der er fæstet ved sin øverste ende og i sin nederste bærer en vægt, der kan holde den stram. Den lodrette linje er vinkelret på det vandrette plan. Alle lodrette linjer, der ligger nær ved hinanden, er at regne for parallelle; er deres afstand ikke meget lille i sammenligning med Jordens dimensioner, danner de kendelige vinkler med hinanden og peger alle omtrent mod samme punkt, Jordens centrum.

Bemærk, at nedad i realiteten er det samme som retningen ind mod Jordens centrum, defineret ved Jordens tyngdepunkt. Opad er retningen væk fra Jordens tyngdepunkt.